# Маккесън
„Маккесън“ (на английски: McKesson) е американско предприятие за търговия на едро, базирано в Ървинг, щата Тексас.
„Маккесън“ е сред най-големите дистрибутори на лекарства и медицински консумативи в света, като към 2020 година през него преминават една трета от фармацевтичните продукти в Северна Америка и има над 78 хиляди служители, а приходите му за финансовата година, завършваща на 31 март 2021 година са 238 милиарда американски долара. Фирмата води началото си от основания през 1828 година в Ню Йорк вносител на растителни медикаменти „Чарлз Олкът“, към който малко по-късно се присъединява и Джон Маккесън.